# Everything Must Go (canção)
"Everything Must Go" é uma canção da banda britânica de rock Manic Street Preachers, lançada em julho de 1996 como o segundo single do álbum Everything Must Go, lançado no mesmo ano. A canção é composição de todos os membros.
A canção, com letras do baixista Nicky Wire, faz referência direta ao desaparecimento e ausência do ex-guitarrista Richey Edwards, cujo suicídio provavelmente tenha ocorrido em 1995.
O single alcançou a 5ª posição nas paradas do Reino Unido e a 18ª nas paradas da Finlândia.

## Faixas
CD 1 (RU)
1. "Everything Must Go" – 3:41
2. "Black Garden" – 4:02
3. "Hanging On" – 3:02
4. "No-One Knows What It's Like to Be Me" – 2:58

CD 2 (RU)
1. "Everything Must Go" – 3:42
2. "Everything Must Go" (The Chemical Brothers Remix) – 6:33
3. "Everything Must Go" (Stealth Sonic Orchestra Remix) – 3:45
4. "Everything Must Go" (Stealth Sonic Orchestra Soundtrack) – 3:27

CD (AUS)
1. "Everything Must Go" – 3:41
2. "Black Garden" – 4:02
3. "Hanging On" – 3:02
4. "No-One Knows What It's Like to Be Me" – 2:58
5. "Everything Must Go" (Stealth Sonic Orchestra Remix) – 3:45

Fita cassete (RU)
1. "Everything Must Go"
2. "Raindrops Keep Fallin' on My Head (Live Acoustic Version)" (Burt Bacharach, Hal David)

## Paradas
| Parada (1996)               | Melhor posição |
| --------------------------- | -------------- |
| UK Singles Chart            | 5              |
| The Official Finnish Charts | 18             |

## Ficha técnica
- James Dean Bradfield - vocais, guitarra
- Nicky Wire - baixo
- Sean Moore - bateria